# 簡易の引渡し
簡易の引渡し（かんいのひきわたし）は、民法上の概念、用語であり、動産に関する物権の譲渡の対抗要件である引渡し（引渡）（第178条）の一つで、占有権の譲渡方法である。民法第182条2項に規定されている。

## 概要
占有の移転は、原則として現実の引渡し（民法第182条1項）による。しかし、譲受人（直接占有者）が現にその目的物を占有している場合に、その原則通りに、いったん譲渡人（間接占有者）へ目的物を返却し、それから、あらためて譲渡人から譲受人に現実の引渡しをしなければならない、とすると煩雑である。そこで、こうした場合には、当事者の意思表示のみによって占有を移転させることが認められている（民法182条2項）。
たとえば、賃借人が、賃借物の所有権を、賃貸人から譲渡されるような場合に、いったん賃貸人に返還してから、あらためて現実の引渡しを受ける必要はなく、賃貸人と賃借人の間の合意で足りることになる。

## 条文
第182条（現実の引渡し及び簡易の引渡し）
1. 占有権の譲渡は、占有物の引渡しによってする。
2. 譲受人又はその代理人が現に占有物を所持する場合には、占有権の譲渡は、当事者の意思表示のみによってすることができる。